# جيسون شاكيل
جيسون شاكيل (بالإنجليزية: Jason Shackell)‏ (27 سبتمبر 1983 المملكة المتحدة - ) هو لاعب كرة قدم بريطاني، يلعب كمدافع.

## وصلات خارجية
جيسون شاكيل على موقع قاعدة بيانات كرة القدم.إي يو (الإنجليزية)
- جيسون شاكيل على موقع Soccerbase.com (لاعب) (الإنجليزية)
- جيسون شاكيل على موقع Soccerway.com (الإنجليزية)
- جيسون شاكيل على موقع عالم كرة القدم.نت (الإنجليزية)
- جيسون شاكيل على موقع AS.com (الإسبانية)